# Andreas Kofler
Andreas Kofler (n. 17 mai 1984, Innsbruck) este un săritor cu schiurile austriac legitimat la SV Innsbruck-Bergisel. El este component al echipei naționale a Austriei.

## Palmares

### Jocurile Olimpice
- Argint, Torino 2006, în competiția individuală pe trambulina mare
- Aur, Torino 2006, cu echipa pe trambulina mare
- Aur, Vancouver 2010, cu echipa pe trambulina mare

### Campionatul mondial de schi nordic
- Aur, Sapporo 2007, cu echipa pe trambulina mare

### Campionatul mondial de zbor cu schiurile
- Aur, Oberstdorf 2008, cu echipa

### Turneul celor patru trambuline
2009/2010 - Locul 1

### Cupa mondială
- sezon 2002/2003: 16
- sezon 2003/2004: 21
- sezon 2004/2005: 40
- sezon 2005/2006: 7
- sezon 2006/2007: 7
- sezon 2007/2008: 13
- sezon 2008/2009: 36
- sezon 2009/2010: 4

#### Etape câștigate
1. Germania Willingen – 4 februarie 2006
2. Germania Oberstdorf – 29 decembrie 2009
3. Finlanda Kuusamo – 28 noiembrie 2010
4. Elveția Engelberg – 19 decembrie 2010
5. Japonia Sapporo – 16 ianuarie 2011